# Bematistes godmani
Bematistes godmani är en fjärilsart som beskrevs av Butler 1895. Bematistes godmani ingår i släktet Bematistes och familjen praktfjärilar. Inga underarter finns listade i Catalogue of Life.